# Brian Robinson (ciclista)
Brian Robinson (Mirfield, 3 de noviembre de 1930 - 25 de octubre de 2022) fue un ciclista británico, profesional entre 1952 y 1963. Está considerado como el primer gran ciclista británico de la historia.
Entre sus logros destacan el haberse convertido en el primer ciclista británico en ganar un triunfo parcial en el Tour de Francia, en la 7.ª etapa de la ronda francesa de 1958, hecho que repetiría al año siguiente, en 1959, en la etapa 20.ª . Además cuenta en su palmarés con un tercer puesto en la Milán-San Remo de 1957 y 1 etapa y la general en el Critérium del Dauphiné de 1961.

## Biografía

### Infancia
Robinson creció durante la Segunda Guerra Mundial, que comenzó cuando tenía ocho años. Su familia vivía en Ravensthorpe y se mudó a Mirfield en 1943. Sus padres trabajaban en una fábrica que producía piezas para Handley Page Halifax, Henry de noche y Milly de día. La familia tenía una pequeña área de tierra, conocida como lote, donde criaban conejos y dos cerdos.

### Carrera amateur
Robinson entrenó con el Huddersfield Road Club a los 13 años y se unió cuando alcanzó la edad mínima del club al año siguiente. Su hermano mayor, Des, y su padre ya eran miembros. Sin embargo, su padre no permitió que Robinson comenzara a correr hasta los 18 años. Trabajó para el negocio de construcción familiar, entrenaba antes y después del trabajo, y con frecuencia corría en las carreteras de Sutton Park, Birmingham, donde las carreras tenían que terminar a las 9:30 a. m. para que el público pudiera usar el parque. En 1948 fue a Windsor para ver la carrera en ruta de los Juegos Olímpicos en el Windsor Great Park, cuatro años más tarde participaría en los próximos Juegos Olímpicos en Helsinki.
Fue quinto en el campeonato de salida masiva de la Unión Nacional de Ciclistas y tercero en el campeonato de escalada en montaña del Road Time Trials Council (RTTC) en 1950. Al año siguiente, fue séptimo en el Isle of Man International, décimo en la NCU campeonato de salida masiva y segundo en el campeonato de escalada RTTC. En 1952 fue cuarto en la carrera por el título de la NCU, ganó el campeonato de escalada y fue quinto en la Isla de Man International.
En la primavera de 1952, mientras hacía su Servicio Nacional, recorrió la Route de Francia, la versión amateur del Tour de Francia, en un equipo conjunto NCU/Army. Montó bien y fue quinto con tres días para el final, pero los malos días en los Pirineos lo vieron caer al 40. En agosto siguiente, representó a Gran Bretaña en Helsinki en la carrera en ruta de los Juegos Olímpicos. Terminó en el puesto 27, un lugar detrás de su hermano, detrás de André Noyelle de Bélgica. El futuro ganador del Tour de Francia, Jacques Anquetil, fue 12.º, y Robinson volvió a competir contra él en el campeonato mundial de ciclismo en Italia en septiembre de 1952, donde empataron en el octavo lugar.

### Carrera profesional
En 1953, dejó King's Own Yorkshire Light Infantry y se unió al equipo de Ellis Briggs como independiente o semiprofesional. Corrió la Vuelta a Gran Bretaña en 1952, vistiendo la camiseta amarilla de líder antes de terminar cuarto. Al año siguiente, 1954, ascendió a segundo, y segundo en la competición de montaña.
Hercules Cycle and Motor Company planeó un equipo que sería el primero de Gran Bretaña en correr el Tour de Francia, basado en equipos nacionales. Los corredores de sus colores fueron creciendo temporada tras temporada hasta que en 1955 contó con Robinson, Bernard Pusey, Dennis Talbot, Freddy Krebs, Clive Parker, Ken Joy, Arthur Ilsley, Derek Buttle (el fundador del equipo) y Dave Bedwell. El equipo corrió en Francia, Holanda y Bélgica en preparación. Robinson fue octavo en París-Niza, cuarto en Flecha Valona y llevó la Vuelta a las Seis Provincias a la sexta etapa. El eventual equipo del Tour fue una mezcla de ciclistas de Hércules y de otros patrocinadores. El Tour de Francia resultó difícil y solo terminaron Robinson y Tony Hoar, Robinson 29 y Hoar Lanterne último. Fueron los primeros británicos en terminar el Tour, 18 años después de que Charles Holland y Bill Burl fueran los primeros británicos en la carrera en 1937.
En 1956, el Tour permitió equipos mixtos. Se unió a un equipo que incluía a Charly Gaul. Ocupó el tercer lugar en la primera etapa, y al final del Tour fue 14, Galia 13. También corrió la Vuelta a España en el equipo suizobritánico de Hugo Koblet, y fue segundo después de la cuarta etapa. Pinchó en una subida en la décima etapa cuando estaba en un descanso con el italiano Angelo Conterno, el ganador de la carrera, pero logró recuperarse del undécimo al octavo.
En 1957 consiguió su primera victoria profesional, en el GP de la Ville de Nice, superando a Louison Bobet por 50 segundos. Luego terminó tercero en Milán-San Remo detrás del español Miguel Poblet. Robinson se estrelló sobre adoquines mojados a principios del Tour de Francia de 1957 y se lesionó la muñeca izquierda. Se recuperó para terminar 15.º en el campeonato mundial ganado por Rik Van Steenbergen.
En 1958, Robinson ganó la séptima etapa del Tour de Francia, a Brest. Arigo Padovan cruzó la línea primero, pero fue relegado a segundo por su táctica en un sprint caliente. Robinson ganó la vigésima etapa (de Annecy a Chalon-sur-Saône) del Tour de 1959 por 20 minutos. Al día siguiente, se quedó atrás del campo con su compañero de equipo irlandés, Seamus Elliott, a su lado. Ambos terminaron fuera del tiempo límite y esperaban ser enviados a casa. El director del equipo, Sauveur Ducazeaux, insistió en que los jueces aplicaran la regla de que ningún corredor entre los diez primeros podía ser eliminado. Robinson había comenzado el día noveno: fue Elliott quien fue enviado a casa. Robinson terminó el Tour en el puesto 19, habiendo sido noveno en un momento.
Robinson terminó 26 y 53 en los Tours de 1960 y 1961. En el medio ganó el Critérium del Dauphiné de 1961, ganando dos etapas. Formó parte del equipo ganador en la contrarreloj por equipos, luego tercero en la contrarreloj individual en Romans. Ganó la etapa del día siguiente en Villefranche. Mantuvo el control de la carrera a medida que pasaba por las montañas y ganó la carrera.

### Retiro
Robinson se retiró cuando tenía 33 años. La revista Cycling colocó a Robinson como el noveno mejor ciclista británico del siglo XX.
Robinson, de 74 años, ayudó a organizar una cena en agosto de 2005 para conmemorar el 50 aniversario de los primeros competidores británicos en el Tour de Francia. El evento tuvo como objetivo atraer a todos los ciclistas británicos que han competido en el Tour desde 1955. En 2009, fue incluido en el Salón de la Fama del Ciclismo Británico.
La hija de Robinson, Louise, se convirtió en ciclista de ciclocrós y obtuvo una medalla de plata en el Campeonato Mundial de Ciclocrós UCI de 2000. Dos de los nietos de Brian también son ciclistas de carreras competitivas: Jake Womersley compite en ciclocrós y carreras en carretera y Becky Womersley en carreras en ruta.
El 16 de julio de 2014, fue derribado de su bicicleta en una colisión con un conductor de automóvil mientras viajaba por Thornhill Lees, y sufrió una fractura de clavícula, seis costillas rotas y un pulmón perforado. Recibió la Medalla del Imperio Británico en los Honores de Año Nuevo de 2017 por sus servicios a la caridad y el ciclismo.
Robinson murió el 25 de octubre de 2022, a la edad de 91 años.

## Palmarés
1954
- 1 etapa del Tour de Europa

1955
- 1.º en la Vuelta a los Penins

1957
- 1.º en el Gran Premio de Niza
- 1.º en el Gran Premio de la Forteresse y vencedor de la prueba

1958
- 1 etapa al Tour de Francia
- 1 etapa al Tour del Sudeste
- 1.º en la prueba de persecución a Guecho, con Jacques Anquetil
- 1.º en el Ómnium de Guecho con Jacques Anquetil

1959
- 1 etapa en el Tour de Francia

1960
- 1 etapa en el Tour del Aude
- 1 etapa del Midi Libre

1961
- Critèrium del Dauphiné Libéré, más 1 etapa
- 1 etapa del Circuito de Auvernia

## Resultados

### Grandes Vueltas
| Carrera | Carrera         | 1952 | ... | 1954 | 1955 | 1956 | 1957 | 1958 | 1959 | 1960 | 1961 | 1962 |
| ------- | --------------- | ---- | --- | ---- | ---- | ---- | ---- | ---- | ---- | ---- | ---- | ---- |
|         | Giro de Italia  | —    | —   | —    | —    | —    | —    | —    | —    | —    | —    | —    |
|         | Tour de Francia | —    | —   | —    | 29.º | 14.º | Ab.  | Ab.  | 19.º | 26.º | 53.º | —    |
|         | Vuelta a España | —    | —   | —    | —    | —    | —    | —    | Ab.  | —    | —    | —    |

### Vueltas menores
| Carrera | Carrera                | 1952 | ... | 1954 | 1955 | 1956 | 1957 | 1958 | 1959 | 1960 | 1961 | 1962 |
| ------- | ---------------------- | ---- | --- | ---- | ---- | ---- | ---- | ---- | ---- | ---- | ---- | ---- |
|         | París-Niza             | —    | —   | —    | 8.º  | —    | 8.º  | 19.º | —    | —    | —    | —    |
|         | Critérium del Dauphiné | —    | —   | —    | —    | —    | —    | —    | —    | —    | 1.º  | Ab.  |
|         | Vuelta a Suiza         | —    | —   | —    | —    | 9.º  | —    | —    | —    | —    | —    | —    |

### Clásicas, Campeonatos y JJ. OO.
| Carrera                | Carrera                | 1952 | ...           | 1954          | 1955          | 1956 | 1957          | 1958          | 1959          | 1960 | 1961 | 1962 |
| ---------------------- | ---------------------- | ---- | ------------- | ------------- | ------------- | ---- | ------------- | ------------- | ------------- | ---- | ---- | ---- |
| Omloop Het Nieuwsblad  | Omloop Het Nieuwsblad  | —    | —             | —             | —             | —    | 15.º          | 12.º          | —             | —    | —    | —    |
| Kuurne-Bruselas-Kuurne | Kuurne-Bruselas-Kuurne | —    | —             | —             | —             | —    | —             | —             | —             | —    | —    | —    |
|                        | Milan San Remo         | —    | —             | —             | 59.º          | 59.º | 3.º           | —             | —             | —    | —    | —    |
| Gante-Wevelgem         | Gante-Wevelgem         | —    | —             | —             | —             | —    | —             | 28.º          | —             | —    | —    | —    |
|                        | París-Roubaix          | —    | —             | —             | —             | —    | —             | 35.º          | —             | —    | —    | —    |
| Flecha Valona          | Flecha Valona          | —    | —             | —             | 4.º           | —    | 25.º          | —             | —             | —    | 36.º | —    |
| JJ.OO. (Ruta)          | JJ.OO. (Ruta)          | 27.º | No se disputó | No se disputó | No se disputó | —    | No se disputó | No se disputó | No se disputó | —    | ND   | ND   |
| Mundial en Ruta        | Mundial en Ruta        | —    | —             | —             | Ab.           | —    | 16.º          | 23.º          | —             | 10.º | Ab.  | Ab.  |
| Reino Unido en Ruta    | Reino Unido en Ruta    | —    | —             | —             | 5.º           | —    | —             | —             | —             | —    | —    | —    |

 —: No participa

Ab.: Abandona

X: Ediciones no celebradas